# نيد راندولف
نيد راندولف (بالإنجليزية: Ned Randolph)‏ هو سياسي أمريكي، ولد في 1 فبراير 1942، وتوفي في 4 أكتوبر 2016 بسبب مرض آلزهايمر. حزبياً، نشط في الحزب الديمقراطي. وقد انتخب عضو مجلس ولاية لويزيانا وانتخب عضو مجلس نواب لويزيانا.